# 石橋棟義
石橋 棟義（いしばし むねよし）は、南北朝時代の武将。石橋氏2代当主。

## 生涯
貞和5年（1349年）8月の高師直の挙兵の際に、足利直義を守護したという。観応2年（1351年）に足利尊氏に帰参。父和義の出家に伴い室町幕府引付衆頭人の「名代」として尊氏の東下に従軍したといわれ、観応3年（1352年）には陸奥国安達東方塩松の合戦も父の「代官」として指揮したともいわれる。
貞治6年（1367年）に足利義詮によって奥州管領の補佐する奥州総大将に抜擢。この頃に式部大輔に任官される。さらに、足利義満の代には陸奥守に任官している。
棟義は、父を迎えてより多賀城府内に拠って、室町幕府管領細川頼之の支援のもと、奥州探題大崎詮持を牽制し、奥州管領・奥州探題の競合を行使していたことが分かる。しかし、康暦の政変の余波を受け塩松の局地勢力となる。のちの有力国人塩松氏は棟義の後裔であるが、吉良・渋川両氏と並び将軍家の「御一家」として遇された京都の石橋氏もまた棟義の後裔であり、この流れこそが石橋氏嫡流である。